# Lekkoatletyka na Letnich Igrzyskach Olimpijskich 2024 – bieg na 400 m mężczyzn
Bieg na 400 metrów mężczyzn był jedną z konkurencji lekkoatletycznych rozgrywanych podczas igrzysk olimpijskich w Paryżu. Wystartowało 46 zawodników.

## Terminarz
| Data            | Godzina |            |
| --------------- | ------- | ---------- |
| 4 sierpnia 2024 | 19:05   | Eliminacje |
| 5 sierpnia 2024 | 11:20   | Repasaże   |
| 6 sierpnia 2024 | 19:35   | Półfinały  |
| 7 sierpnia 2024 | 21:20   | Finał      |

## Rekordy
Przed rozpoczęciem zawodów aktualny rekord świata i rekord olimpijski były następujące:
|                   | Zawodnik          | Wynik   | Miejsce                 | Data             |
| ----------------- | ----------------- | ------- | ----------------------- | ---------------- |
| Rekord świata     | Wayde van Niekerk | 43,03 s | Brazylia Rio de Janeiro | 14 sierpnia 2016 |
| Rekord olimpijski | Wayde van Niekerk | 43,03 s | Brazylia Rio de Janeiro | 14 sierpnia 2016 |

## Eliminacje
Rozegrano 6 biegów eliminacyjnych. Do półfinału awans wywalczyło trzech pierwszych biegaczy  z każdego biegu. Pozostali miali możliwość brania udziału w repasażach (z wyjątkiem DQ, DNF, DNS).
Źródło: olympics.com

### Bieg 1
| Poz. | Tor | Zawodnik                  | Reprezentacja     | Czas  | Uwagi |
| ---- | --- | ------------------------- | ----------------- | ----- | ----- |
| 1    | 6   | Matthew Hudson-Smith      | Wielka Brytania   | 44.78 | Q     |
| 2    | 3   | Christopher Bailey        | Stany Zjednoczone | 44.89 | Q     |
| 3    | 4   | Håvard Bentdal Ingvaldsen | Norwegia          | 45.46 | Q     |
| 4    | 7   | Chidi Okezie              | Nigeria           | 45.52 |       |
| 5    | 2   | Kentaro Sato              | Japonia           | 45.60 |       |
| 6    | 8   | Oleksandr Pohorilko       | Ukraina           | 45.71 |       |
| 7    | 5   | Deandre Watkin            | Jamajka           | 45.97 |       |

### Bieg 2
| Poz. | Tor | Zawodnik            | Reprezentacja     | Czas  | Uwagi |
| ---- | --- | ------------------- | ----------------- | ----- | ----- |
| 1    | 6   | Michael Norman      | Stany Zjednoczone | 44.10 | Q,    |
| 2    | 9   | Jereem Richards     | Trynidad i Tobago | 44.31 | Q     |
| 3    | 2   | Busang Kebinatshipi | Botswana          | 44.45 | Q,    |
| 4    | 8   | Ammar Ibrahim       | Katar             | 44.66 | PB    |
| 5    | 5   | Sean Bailey         | Jamajka           | 44.68 |       |
| 6    | 4   | Attila Molnár       | Węgry             | 45.24 |       |
| 7    | 7   | Anthony Zambrano    | Kolumbia          | 45.49 |       |
| 8    | 3   | Michael Joseph      | Saint Lucia       | 45.69 |       |

### Bieg 3
| Poz. | Tor | Zawodnik             | Reprezentacja     | Czas  | Uwagi |
| ---- | --- | -------------------- | ----------------- | ----- | ----- |
| 1    | 3   | Muzala Samukonga     | Zambia            | 44.56 | Q     |
| 2    | 2   | Bayapo Ndori         | Botswana          | 44.87 | Q     |
| 3    | 8   | Luca Sito            | Włochy            | 44.99 | Q     |
| 4    | 5   | Jean Paul Bredau     | Niemcy            | 45.07 |       |
| 5    | 7   | Dylan Borlée         | Belgia            | 45.36 |       |
| 6    | 9   | Yuki Joseph Nakajima | Japonia           | 45.37 |       |
| 7    | 6   | Lythe Pillay         | Południowa Afryka | 45.60 |       |
| 8    | 4   | Matěj Krsek          | Czechy            | 45.71 |       |

### Bieg 4
| Poz. | Tor | Zawodnik         | Reprezentacja     | Czas  | Uwagi |
| ---- | --- | ---------------- | ----------------- | ----- | ----- |
| 1    | 7   | Quincy Hall      | Stany Zjednoczone | 44.28 | Q     |
| 2    | 5   | Samuel Ogazi     | Nigeria           | 44.50 | Q,    |
| 3    | 6   | Reece Holder     | Australia         | 44.53 | Q,    |
| 4    | 8   | Jonathan Sacoor  | Belgia            | 45.08 |       |
| 5    | 2   | Alexander Ogando | Dominikana        | 45.11 | SB    |
| 6    | 3   | Elián Larregina  | Argentyna         | 47.80 |       |
|      | 4   | Steven Gardiner  | Bahamy            | DNS   |       |

### Bieg 5
| Poz. | Tor | Zawodnik                     | Reprezentacja     | Czas  | Uwagi |
| ---- | --- | ---------------------------- | ----------------- | ----- | ----- |
| 1    | 6   | Kirani James                 | Grenada           | 44.78 | Q     |
| 2    | 8   | Christopher Morales Williams | Kanada            | 44.96 | Q     |
| 3    | 9   | Aruna Darshana               | Sri Lanka         | 44.99 | Q,    |
| 4    | 4   | Zakithi Nene                 | Południowa Afryka | 45.01 |       |
| 5    | 7   | Leungo Scotch                | Botswana          | 45.28 |       |
| 6    | 3   | Lionel Spitz                 | Szwajcaria        | 45.81 |       |
| 7    | 5   | Lucas Carvalho               | Brazylia          | 45.85 |       |
| 8    | 2   | Davide Re                    | Włochy            | 46.74 |       |

### Bieg 6
| Poz. | Tor | Zawodnik             | Reprezentacja   | Czas  | Uwagi |
| ---- | --- | -------------------- | --------------- | ----- | ----- |
| 1    | 5   | Charlie Dobson       | Wielka Brytania | 44.96 | Q     |
| 2    | 7   | Alexander Doom       | Belgia          | 45.01 | Q     |
| 3    | 3   | Jevaughn Powell      | Jamajka         | 45.12 | Q     |
| 4    | 9   | João Coelho          | Portugalia      | 45.35 | SB    |
| 5    | 2   | Cheikh Tidiane Diouf | Senegal         | 45.59 |       |
| 6    | 8   | Fuga Sato            | Japonia         | 46.13 |       |
| 7    | 4   | Gilles Biron         | Francja         | 46.19 |       |
|      | 6   | Zablon Ekwam         | Kenia           | DNF   |       |

## Repasaże
Do półfinału awansował pierwszy zawodnik z każdego biegu oraz dwóch z najlepszymi czasami.
Źródło: olympics.com

### Bieg 1
| Poz. | Tor | Zawodnik        | Reprezentacja | Czas  | Uwagi |
| ---- | --- | --------------- | ------------- | ----- | ----- |
| 1    | 4   | Elián Larregina | Argentyna     | 45.36 | Q     |
| 2    | 8   | Gilles Biron    | Francja       | 45.87 |       |
| 3    | 3   | Lucas Carvalho  | Brazylia      | 46.24 |       |
|      | 7   | Davide Re       | Włochy        | DNS   |       |
|      | 2   | Jonathan Sacoor | Belgia        | DNS   |       |
|      | 6   | Fuga Sato       | Japonia       | DNS   |       |
|      | 5   | Deandre Watkin  | Jamajka       | DNS   |       |

### Bieg 2
| Poz. | Tor | Zawodnik             | Reprezentacja     | Czas  | Uwagi |
| ---- | --- | -------------------- | ----------------- | ----- | ----- |
| 1    | 5   | Lythe Pillay         | Południowa Afryka | 45.40 | Q     |
| 2    | 7   | Matěj Krsek          | Czechy            | 45.53 | PB    |
| 3    | 3   | Oleksandr Pohorilko  | Ukraina           | 45.59 |       |
| 4    | 6   | Michael Joseph       | Saint Lucia       | 45.64 |       |
| 5    | 4   | Chidi Okezie         | Nigeria           | 45.92 |       |
|      | 2   | Yuki Joseph Nakajima | Japonia           | DNS   |       |
|      | 8   | Alexander Ogando     | Dominikana        | DNS   |       |

### Bieg 3
| Poz. | Tor | Zawodnik         | Reprezentacja     | Czas  | Uwagi |
| ---- | --- | ---------------- | ----------------- | ----- | ----- |
| 1    | 4   | Zakithi Nene     | Południowa Afryka | 44.81 | Q     |
| 2    | 6   | Leungo Scotch    | Botswana          | 45.33 | q     |
| 3    | 3   | Attila Molnár    | Węgry             | 45.45 |       |
| 4    | 5   | Lionel Spitz     | Szwajcaria        | 45.51 |       |
|      | 8   | Kentaro Sato     | Japonia           | DNS   |       |
|      | 7   | Anthony Zambrano | Kolumbia          | DNS   |       |

### Bieg 4
| Poz. | Tor | Zawodnik             | Reprezentacja | Czas  | Uwagi |
| ---- | --- | -------------------- | ------------- | ----- | ----- |
| 1    | 3   | Ammar Ibrahim        | Katar         | 44.77 | Q     |
| 2    | 8   | Cheikh Tidiane Diouf | Senegal       | 45.03 | q, =  |
| 3    | 3   | Jean Paul Bredau     | Niemcy        | 45.40 |       |
| 4    | 7   | Dylan Borlée         | Belgia        | 45.51 |       |
| 5    | 4   | João Coelho          | Portugalia    | 45.64 |       |
|      | 5   | Sean Bailey          | Jamajka       | DNF   |       |

## Półfinały
Do półfinału awansowało dwóch zawodników z każdego biegu oraz dwóch z najlepszymi czasami.
Źródło: olympics.com

### Bieg 1
| Poz. | Tor | Zawodnik                  | Reprezentacja     | Czas    | Uwagi |
| ---- | --- | ------------------------- | ----------------- | ------- | ----- |
| 1    | 5   | Quincy Hall               | Stany Zjednoczone | 43.95   | Q     |
| 2    | 7   | Jereem Richards           | Trynidad i Tobago | 44.33   | Q     |
| 3    | 4   | Busang Kebinatshipi       | Botswana          | 44.43   |       |
| 4    | 8   | Charlie Dobson            | Wielka Brytania   | 44.48   | PB    |
| 5    | 3   | Ammar Ibrahim             | Katar             | 44.63   | PB    |
| 6    | 2   | Cheikh Tidiane Diouf      | Senegal           | 44.94   | NR    |
| 7    | 9   | Håvard Bentdal Ingvaldsen | Norwegia          | 45.60   |       |
| 8    | 6   | Alexander Doom            | Belgia            | 1:55.10 |       |

### Bieg 2
| Poz. | Tor | Zawodnik           | Reprezentacja     | Czas  | Uwagi |
| ---- | --- | ------------------ | ----------------- | ----- | ----- |
| 1    | 8   | Kirani James       | Grenada           | 43.78 | Q,    |
| 2    | 5   | Muzala Samukonga   | Zambia            | 43.81 | Q,    |
| 3    | 6   | Christopher Bailey | Stany Zjednoczone | 44.31 | q,    |
| 4    | 7   | Bayapo Ndori       | Botswana          | 44.43 |       |
| 5    | 9   | Luca Sito          | Włochy            | 45.01 |       |
| 6    | 2   | Elián Larregina    | Argentyna         | 45.02 |       |
| 7    | 3   | Lythe Pillay       | Południowa Afryka | 45.24 |       |
|      | 4   | Aruna Darshana     | Sri Lanka         | DSQ   |       |

### Bieg 3
| Poz. | Tor | Zawodnik                     | Reprezentacja     | Czas  | Uwagi |
| ---- | --- | ---------------------------- | ----------------- | ----- | ----- |
| 1    | 7   | Matthew Hudson-Smith         | Wielka Brytania   | 44.07 | Q     |
| 2    | 6   | Michael Norman               | Stany Zjednoczone | 44.26 | Q     |
| 3    | 5   | Samuel Ogazi                 | Nigeria           | 44.41 | q,    |
| 4    | 9   | Jevaughn Powell              | Jamajka           | 44.91 |       |
| 5    | 4   | Reece Holder                 | Australia         | 44.94 |       |
| 6    | 3   | Zakithi Nene                 | Południowa Afryka | 45.06 |       |
| 7    | 2   | Leungo Scotch                | Botswana          | 45.16 |       |
| 8    | 8   | Christopher Morales Williams | Kanada            | 45.25 |       |

## Finał
Źródło: olympics.com
| Poz.   | TOR | Zawodnik             | Reprezentacja     | Czas  | Uwagi |
| ------ | --- | -------------------- | ----------------- | ----- | ----- |
| złoto  | 8   | Quincy Hall          | Stany Zjednoczone | 43.40 | ,     |
| srebro | 6   | Matthew Hudson-Smith | Wielka Brytania   | 43.44 | AR    |
| brąz   | 7   | Muzala Samukonga     | Zambia            | 43.74 | NR    |
| 4      | 9   | Jereem Richards      | Trynidad i Tobago | 43.78 | NR    |
| 5      | 5   | Kirani James         | Grenada           | 43.87 |       |
| 6      | 2   | Christopher Bailey   | Stany Zjednoczone | 44.58 |       |
| 7      | 3   | Samuel Ogazi         | Nigeria           | 44.73 |       |
| 8      | 4   | Michael Norman       | Stany Zjednoczone | 45.62 |       |